# Elftausend-Jungfrauen-Kirche

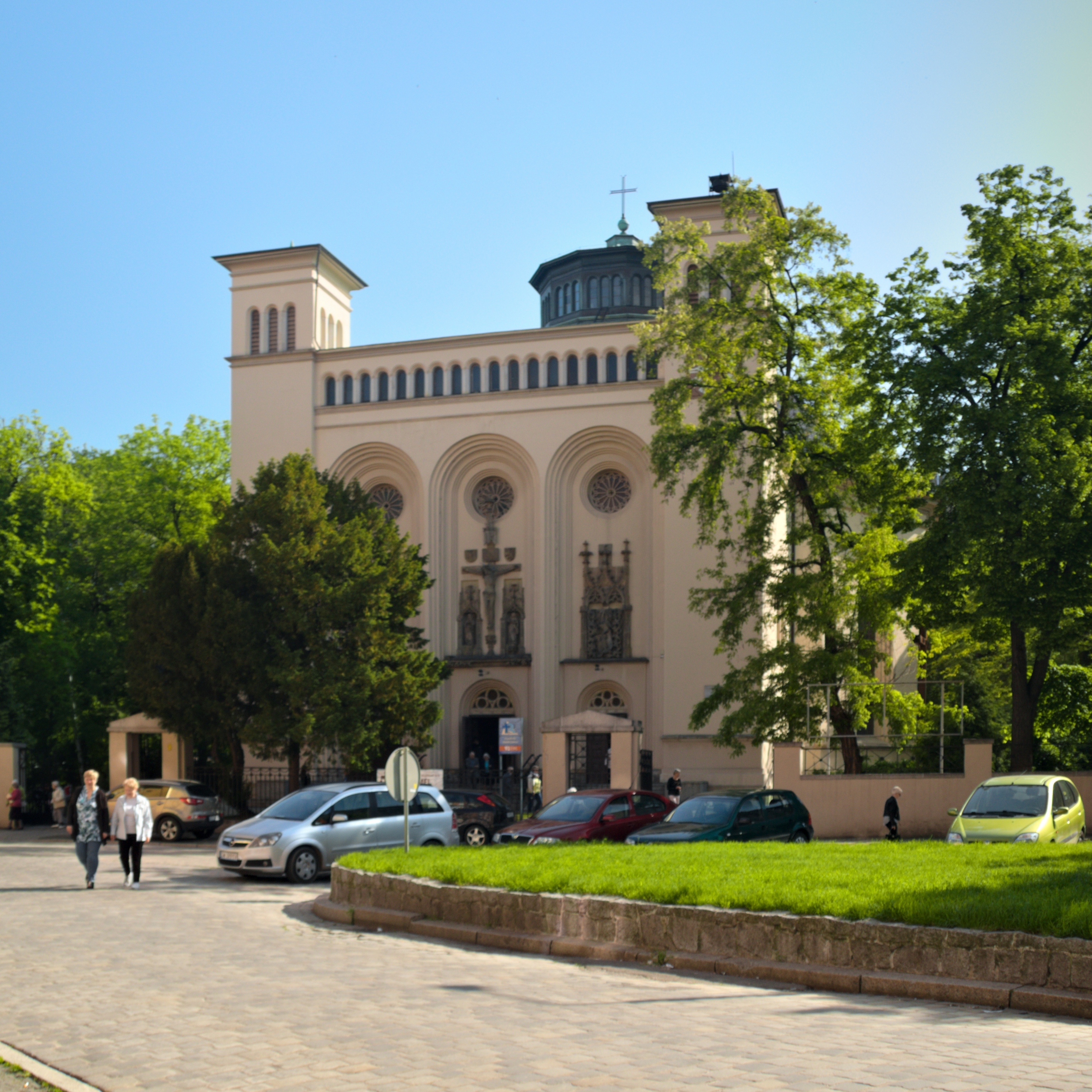
Die Fassade (2019)

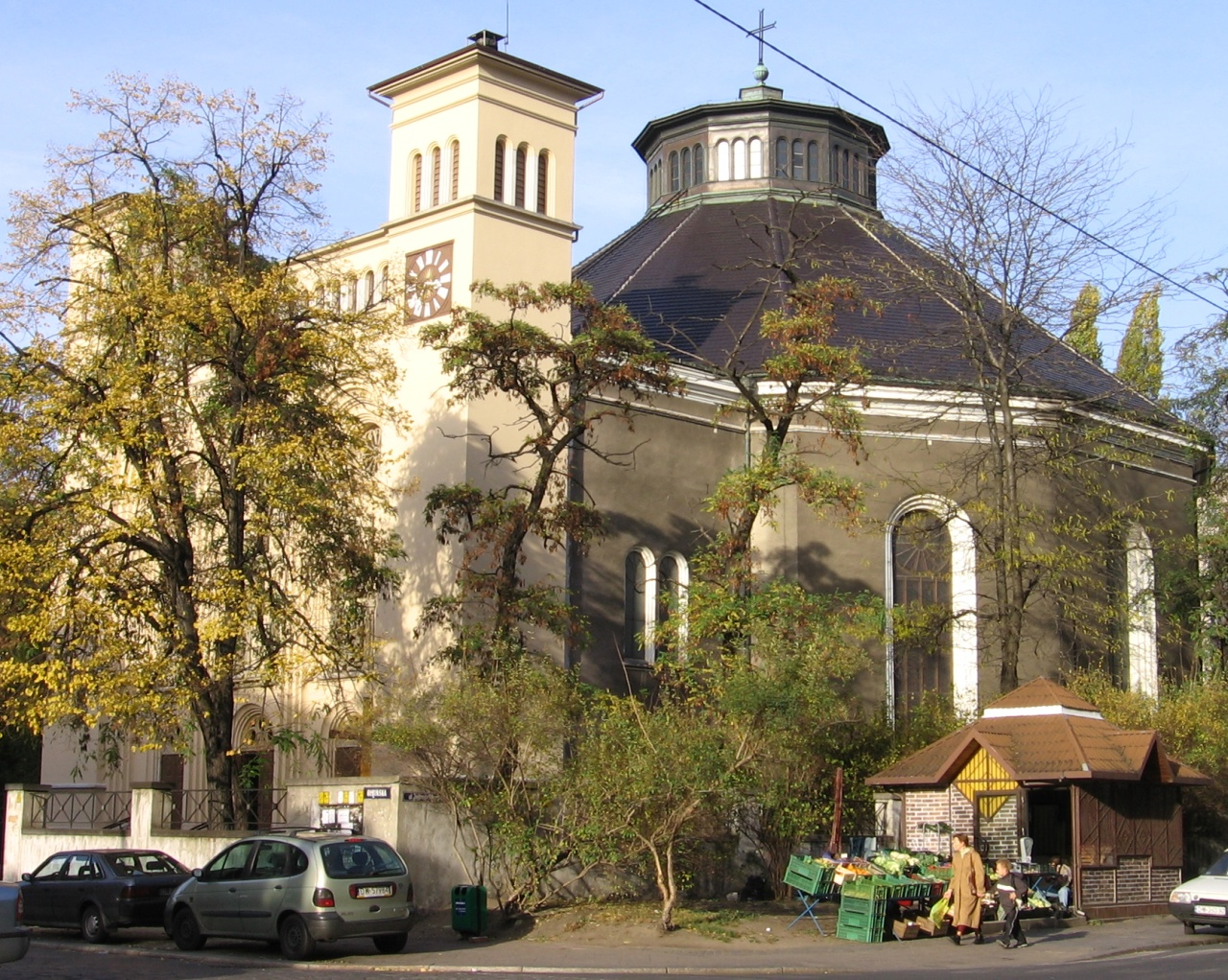
Die Elftausend-Jungfrauen-Kirche

Siegelabdruck der Elftausend-Jungfrauen-Kirche von 1929

Die Kirche zum Schutz des hl. Josef (polnisch Kościół Opieki św. Józefa; einst als Elftausend-Jungfrauen-Kirche den Elftausend Jungfrauen der Hl. Ursula gewidmet) wurde in den Jahren 1820 bis 1823 vom klassizistischen Baumeister Carl Ferdinand Langhans in Breslau errichtet.

## Lage
Das Kirchengebäude liegt im nördlichen Teil der Innenstadt, dem ehemaligen Elbingviertel. Sie liegt an der heutigen ul. Ołbińska 1 (ehemals Elbingstraße 1).

## Geschichte

### Vorgeschichte und Vorgängerbauten
Die Entstehung der ersten Kirche bestätigt ein Erlass des Breslauer Bischofs Wenzel vom 7. Januar 1400 zur Stiftung einer Kapelle auf dem Elbing nahe dem Friedhof und dem Hospital, wo weibliche Aussätzige zur Erholung und Wohnung untergebracht waren.
Die Kapelle wurde während der Reformationszeit im Jahre 1525 evangelisch. Der Bau hatte somit etwa 125 Jahre Bestand, war jedoch durch kriegerische Auseinandersetzungen derart baufällig geworden, dass er im Jahr 1529 abgerissen werden musste.

Im Jahr 1546 entstand der zweite Bau. Während der erste Bau ganz aus Stein errichtet worden war, soll der zweite Bau ein mit Steinen ausgesetzter Holzbau gewesen sein.
Bis zum Jahr 1725 erfolgten Erweiterungen und letztlich wieder ein Abriss, dem 1732 der Beginn eines dritten Baus über den Grundmauern seines Vorgängers folgte, der bis zum Jahr 1806 Bestand hatte. Das resultierte sowohl aus Naturkatastrophen als auch aus Belagerungen durch österreichische Truppen, die es offensichtlich auf die evangelische Kirche abgesehen hatten.
Als 1807 wieder Friede eingekehrt war, wurde eine provisorische Notkirche aus Holz errichtet.

Vorentwürfe zum Bau der neuen Kirche durch den königlichen Baurat Langhans sahen Mischungen von Formen und Gliederungen romanischer, gotischer und klassizistischer Tendenzen vor. Es waren Ähnlichkeiten mit dem Pantheon in Rom, der Wiener Karlskirche und St. Stephan in Karlsruhe erkennbar. Geldmangel führte letztendlich zum nachfolgenden Bau.

### Heutiger Zentralbau von Langhans dem Jüngeren

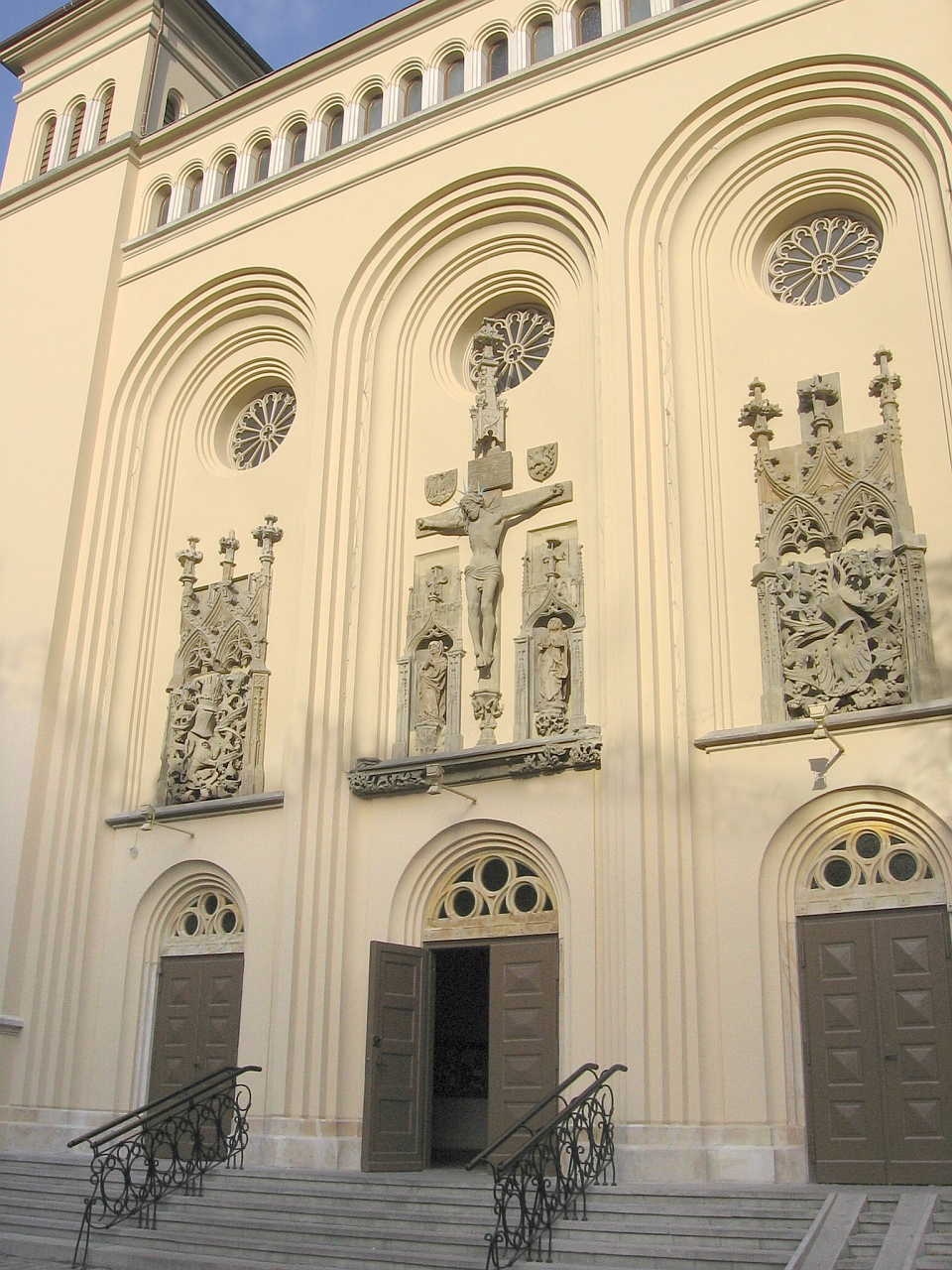
Portal

Die Kirche stellt einen zwölfeckigen Zentralbau dar und dient so ganz bewusst als Predigtkirche im evangelischen Sinne. Im Zentrum befand sich unter einem Baldachin der Kanzelaltar mit der vergoldeten Christusfigur, den vier Evangelisten, rechts und links die Gemälde von Luther und Melanchthon. Der Prediger konnte von allen Plätzen gesehen werden. Das einfache, schlichte Gotteshaus hat als Hauptschmuck die Kuppel mit einer Spannweite von 23 m. Die Kuppel selber ruht auf zwölf Rundbogen, die auf zwölf Pfeilern aufsitzen. In der Vorhalle der Kirche standen in Abgüssen die Büsten von Luther und Bach.
Die drei Portale befinden sich in drei Feldern mit Rundbogenabschluss mit drei kleinen Rundfenstern. Unter diesen waren die drei spätgotischen Figurengruppen des aus dem 1820 abgebrochenen Niklastor (Nikolaitor) eingemauert worden: eine spätgotische Kreuzigungsgruppe, die beiden Wappenbilder Böhmens (Löwe) und Schlesiens (Adler) des Breslauer Bildhauers Briccius Gausske.
Die Kirche liegt im Grünen, halb Park, halb Friedhof. Der Friedhof selber ist seit 1869 geschlossen. Auf ihm liegt auch Agnes Franz begraben, die Dichterin des Abendliedes (Schles. Ges. Buch Nr. 595) „Wie könnt ich ruhig schlafen in dunkler Nacht, wenn ich, o Gott und Vater, nicht Dein gedacht? Es hat des Tages Treiben mein Herz zerstreut; bei dir, bei dir ist Frieden und Seeligkeit... so schlaf ich ohne Bangen im Frieden ein...“
Im Zweiten Weltkrieg zu 40 % beschädigt, blieb die Westfassade der Kirche, ein Flachbau mit zwei mäßig hohen Ecktürmen auf quadratischem Grundriss, erhalten.
Nach 1945 wurde der äußere Zustand weitestgehend restauriert und erhalten. Im Innern erfolgten jedoch nach der Aneignung dieser evangelischen Predigtkirche durch die römisch-katholische Kirche erhebliche Veränderungen der evangelischen Ausstattung, die eine Trennung von Altar und Kanzel zur Folge hatten. In Kościół Opieki św. Józefa (Kirche zum Schutz des hl. Josef) umgewidmet, wurde sie den Unbeschuhten Karmeliten übergeben, nachdem sie zuvor als Garnisonskirche genutzt worden war.
In den 1970er Jahren wurde der Altar im Osten beidseitig mit knienden Engelsfiguren und in der Mitte mit dem St. Josef mit dem Jesusknaben ausgestattet. Vom ehemaligen Kanzelaltar wurde der Kanzelteil mit den zuvor beschriebenen Figuren aus dem Zentrum in Richtung Norden verschoben.
In den 1980er Jahren wurde die Josefsfigur des Altars nach links verlagert und eine neue Statue der Hl. Ursula aufgestellt, die ein Schiff mit elf Jungfrauen in den Händen hält.

## Orgeln
Die erste Orgel von Abraham Grasse ist aus dem Jahr 1617 nachgewiesen. Nachfolgend errichtete 1735 Adam Horatio Casparini im Barockprospekt eine wohlklingende Orgel mit 21 Stimmen, die dem Kirchenabbruch im Jahr 1806 zum Opfer fiel. Das im Langhans-Bau eingefügte Werk schuf der Breslauer Orgelbaumeister Johann Christian Benjamin Müller im Jahr 1825. Durch die Orgelbauanstalt Sauer wurden 1906 das Aussehen und die Disposition erweitert und an die Raumverhältnisse des Kuppelbaues angepasst.

## Kirchenmusiker
- 1896–1911 Emil Dercks, (Kantor und Oberorganist)
- 1912–1944 Otto Burkert, (Kantor und Oberorganist)

Signum von Walther Lierse

## Geistliche der Gemeinde aus der Zeit vor 1945

Signum von Georg Blümel

- Ortwin Goldmann, Pastor primus und Taubstummenseelsorger
- Walther Lierse (1873–1957),[2] Pastor primus und Stadtdekan
- Georg Blümel († 1948), Pfarrer
- Karl Lillge, Pfarrer
- Ulrich Altmann (1889–1950), Pfarrer und Leiter der Evangelischen Zentralstelle Schlesiens
- Ernst Kölln, Pfarrer
- Lothar Steinert († 1948), Pfarrer
- Martin Meißner († 1945), Pfarrer